# C'est dur d'être un homme : La Dame du lac
Série C'est dur d'être un homme
C'est dur d'être un homme : La Proposition de mariage
(1993) C'est dur d'être un homme : Tora-san à la rescousse
(1995)
Pour plus de détails, voir Fiche technique et Distribution.
C'est dur d'être un homme : La Dame du lac (男はつらいよ 拝啓 車寅次郎様, Otoko wa tsurai yo: Haikei, Kuruma Torajirō-sama) est un film japonais réalisé par Yōji Yamada et sorti en 1994. C'est le 47e film de la série C'est dur d'être un homme.

## Fiche technique
- Titre : C'est dur d'être un homme : La Dame du lac[1]
- Titre original : 男はつらいよ 拝啓 車寅次郎様 (Otoko wa tsurai yo: Haikei, Kuruma Torajirō-sama?)
- Réalisation : Yōji Yamada
- Scénario : Yōji Yamada et Yoshitaka Asama
- Photographie : Tetsuo Takaha (ja)
- Montage : Iwao Ishii (ja)
- Musique : Naozumi Yamamoto et Jun'nosuke Yamamoto
- Décors : Mitsuo Degawa
- Son : Isao Suzuki (ja) et Ryūji Matsumoto (ja)
- Producteurs : Yōzō Sakurai, Hiroshi Fukazawa et Yokishi Nomura
- Société de production : Shōchiku
- Pays de production :  Japon
- Langue originale : japonais
- Format : couleur — 2,35:1 — 35 mm — son mono
- Genres : comédie dramatique ; romance
- Durée : 101 minutes[2] (métrage : sept bobines - 2 834 m[2])
- Dates de sortie :
  - Japon : 23 décembre 1994[2]

## Distribution
- Kiyoshi Atsumi : Torajirō Kuruma / Tora-san
- Chieko Baishō : Sakura Suwa, sa demi-sœur
- Masami Shimojō (ja) : Ryūzō Kuruma, son oncle
- Chieko Misaki (ja) : Tsune Kuruma, sa tante
- Gin Maeda (en) : Hiroshi Suwa, le mari de Sakura
- Hidetaka Yoshioka : Mitsuo Suwa, le fils de Sakura et de Hiroshi
- Rino Katase (ja) : Noriko Miya
- Riho Makise (ja) : Nao Kawai
- Masato Yamada (ja) : Nobuo Kawai, son frère
- Chōichirō Kawarasaki (ja) : le père de Nao et Nobuo
- Masako Yagi (ja) : la mère de Nao et Nobuo
- Sachiko Kobayashi (ja) : la chanteuse
- Sei Hiraizumi (ja) : Kōnosuke Miya, le mari de Noriko
- Hiroshi Iwashita (ja) : le judoka
- Hiroshi Kanbe (ja) : l'employé de l'auberge
- Kei Suma (ja) : le directeur de la société dans laquelle travaille Mitsuo
- Masayasu Kitayama (ja) : Sanpei, l'employé du magasin Kuruma-ya
- Mie Suzuki (ja) : Kayo, l'employée du magasin Kuruma-ya
- Keiroku Seki (ja) : Ponshū
- Hisao Dazai (ja) : Umetarō Katsura, le voisin imprimeur
- Gajirō Satō (ja) : Genko

## Récompenses et distinctions
- Meilleur film lors des 5e prix de l'Agence de la Culture[3]